# Ипиутак
Ипиута́к — археологическая культура древнего населения побережья Берингова моря. Датируется приблизительно началом нашей эры.
Установлена при раскопках в селении Ипиутак (мыс Надежды, северо-западная Аляска) в 1939—1941 гг. Раскопками обнаружены погребения, остатки небольших квадратных жилищ, различные орудия из моржового клыка, кости, рога и камня, а также глиняная посуда. По-видимому, основным занятием жителей являлась охота, в том числе сезонный промысел нерпы, китов и моржей. Жители стоянок Ипиутак вероятно являлись предками эскимосов. Видимо является продолжением древнеберингоморской культуры. 20 января 1961 года археологическая местность вошла в список национальных исторических памятников Аляски.